# El mañana/Kids with Guns
El mañana/Kids with Guns è un singolo del gruppo musicale britannico Gorillaz, pubblicato il 10 aprile 2006 come quarto estratto dal secondo album in studio Demon Days.

## Video musicale
Per il brano El mañana venne pubblicato l'11 marzo 2006 un video ufficiale creato da Passion Pictures e diretto da Jamie Hewlett.
Il video mostra Noodle sull'isola fluttuante del mulino a vento, felice e libera. Due elicotteri (probabilmente ingaggiati da Murdoc) inseguono l'isola e cercano di colpire Noodle con dei mitragliatori, quest'ultima si rifugia nel mulino a vento. Nel frattempo gli elicotteri distruggono l'isola e il mulino lasciando tutto bruciare. Noodle esce di nuovo ma viene nuovamente attaccata e si rifugia ancora. L'isola allora non regge più dalla distruzione e precipita in un Canyon. Il video si conclude con un elicottero che rilascia una bomba sull'isola ormai caduta.

## Tracce
CD promozionale (Europa)
1. El mañana – 3:53
2. Kids with Guns – 3:52

Download digitale
1. Kids with Guns – 3:54
2. El mañana – 3:55
3. Stop the Dams – 5:42

El mañana CD singolo (Australia, Regno Unito)
1. El mañana – 3:57
2. Kids with Guns – 3:56
3. Stop the Dams – 5:42
4. El mañana (Video) – 4:03

El mañana DVD (Regno Unito)
1. El mañana (Video) – 4:03
2. Kids with Guns
3. Don't Get Lost in Heaven (Original Demo Version)
4. El mañana (Animatic)

Kids with Guns CD singolo (Regno Unito)
1. Kids with Guns – 3:56
2. El mañana – 3:57
3. Stop the Dams – 5:42

Kids with Guns 7" (Regno Unito)
- Lato A

1. Kids with Guns – 3:56

- Lato B

1. El mañana – 3:57